# Clara Ysé
Clara Ysé, de son nom complet Clara Ysé Dufourmantelle, née le 27 octobre 1992 à Paris, est une auteure-compositrice-interprète et romancière française.

## Biographie
Originaire du 14e arrondissement de Paris, Clara Dufourmantelle est la fille d'Anne Dufourmantelle, psychanalyste et philosophe française, également romancière (née Dunand en 1964 et décédée en 2017), et du peintre Bruno Dufourmantelle. Enfant, elle aime observer son père peindre dans son atelier et se passionne pour les images. Elle commence l'apprentissage du violon à l'âge de quatre ans.
Elle a un frère d'un an et demi plus jeune qu'elle. Elle est la belle-fille de Frédéric Boyer, compagnon de sa mère après sa naissance, et elle a une demi-sœur issue de cette union, Maud, née en 2003.
Elle est âgée de huit ans lorsqu'elle s'initie au chant, devenant l’une des plus jeunes élèves de la chanteuse lyrique et pédagogue Yva Barthélémy.
Depuis l'enfance, elle est bercée tant par les grandes voix du répertoire lyrique comme Maria Callas que par celles de la chanson française, américaine ou latino-américaine, dont Janis Joplin, Mercedes Sosa, Chavela Vargas, Nina Hagen et Barbara. Pour elle, la musique est une forme de langage dans lequel elle trouve un espace de liberté inaltérable.
Durant son adolescence, sa mère lui offre sa première guitare. Ses premières compositions s'appuient sur l'adaptation en musique de poèmes. En lien avec son héritage familial français, colombien et espagnol, Clara Ysé écrit en français mais compose en espagnol.
Elle signe cependant ses premières chansons dans sa langue maternelle, à la suite de la disparition de sa mère en juillet 2017, décédée d'un arrêt cardiaque sur une plage du sud de la France,.
Après des études en classe préparatoire littéraire au lycée Lakanal, Clara Ysé suit un master de philosophie à l'université Panthéon-Sorbonne. Elle intègre ensuite le Conservatoire à rayonnement régional de Paris, où elle chante au pupitre d'altos du jeune chœur de Paris. Elle s'oriente ensuite vers le langage scénique, en prenant des cours à l’École du Jeu.
Son nom de scène, Ysé, est le deuxième prénom choisi par ses parents en hommage au personnage du Partage de midi de Paul Claudel.

## Carrière musicale

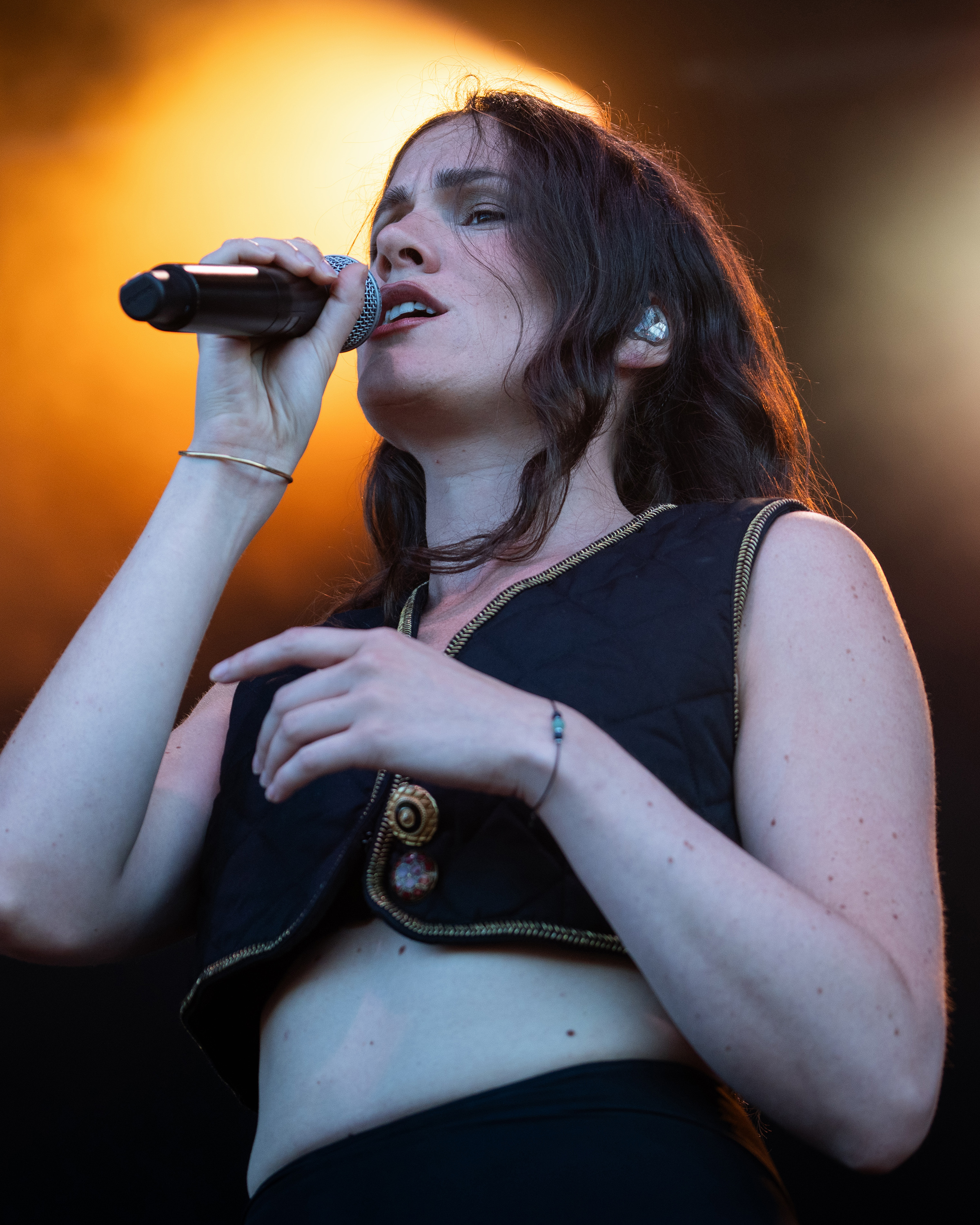
Clara Ysé au festival des Pluies de juillet 2024, Le Tanu, Manche.

En 2019, Clara Ysé présente Le monde s'est dédoublé, un premier EP édité chez Tomboy Lab,. Elle s'entoure pour ce projet du compositeur et auteur Yulian Malaj, du batteur et percussionniste d’origine iranienne Naghib Shanbehzadeh, du pianiste, concertiste et compositeur Camille El Bacha, et du bassiste Marc Karapétian. À travers ses créations, la musicienne aime explorer les multiples formes de langage,.
Elle sort un premier album, Oceano Nox, en 2023. Le titre est une référence à l'Énéide de Virgile (Et ruit oceano nox, « et la nuit s’élance de l’océan ») , et au poème de Victor Hugo qui emploie cette référence initiale. La chanson Douce, extraite de cet album, est nommée dans la catégorie "meilleure chanson originale" aux Victoires de la musique 2024. Cette même année, Clara Ysé s'est produite pour la première fois à l'Olympia. 

## Carrière littéraire
En 2021, Clara Ysé publie Mise à feu, un roman d’initiation et d’aventures, aux Éditions Grasset,,,,,. Elle obtient le Prix littéraire de la vocation 2021 grâce à ce premier roman .
En 2024, Clara Ysé publie Vivante, un recueil de poèmes, aux Éditions Seghers.

## Vie privée
Clara Ysé, qui admire les voix « arides, libres, fortes, presque masculines » de Chavela Vargas et de Mercedes Sosa, déclare que « [d]epuis l'enfance, la voix [la] connecte à un rapport au féminin peu audible dans la société », et que sa chanson Magicienne porte un récit de son premier amour, pendant trois ans, pour une fille. Elle dit également avoir fait la rencontre amoureuse d'un garçon. Elle déclare en outre qu'elle souhaite que les questions du masculin et du féminin dans la société soient un jour dépassées.

## Discographie

### EP
La chanson homonyme est nommée aux Chroniques lycéennes 2020-2021 de l'Académie Charles-Cros.

### Singles
- 2023 : Douce
- 2023 : L'étoile
- 2023 : Magicienne
- 2024 : Les rois du désespoir

### Collaborations
- 2021 : Cyril Mokaiesh feat. Clara Ysé - Écorché (sur l'album Dyade)

## Publications
- Mise à feu, Grasset, 2021 (roman)
- Vivante, Seghers, 2024 (recueil de poèmes)[30]
- Esprit de résistance, dir. Jean-Yves Reuzeau pour la série L'Année poétique : 118 poètes d'aujourd'hui, Seghers, Paris, janvier 2025, 400 p.  (ISBN 9782232148095) (anthologie poétique)[31],[32]

## Distinctions
| Année | Cérémonie               | Prix                             | Travail nommé | Résultat   | Réf.   |
| ----- | ----------------------- | -------------------------------- | ------------- | ---------- | ------ |
| 2024  | Victoires de la musique | Victoire de la chanson originale | Douce         | Nomination | [ 33 ] |